# Somnul (nuvelă)
„Somnul” este o nuvelă psihologică scrisă de Cezar Petrescu și apărută în numărul din iunie–iulie 1927 al revistei Viața Romînească din Iași. Ea a fost publicată apoi în volumul Omul care și-a găsit umbra (Ed. Cartea Românească, București, 1928), alături alte trei nuvele: „Omul care și-a găsit umbra”, „Palace” și „Dezertarea lui Toader Mânzu”, fiind încorporată ulterior în „ediția definitivă” a volumului Omul din vis (1945). Ambele volume au fost incluse în ciclul „Fantasticul interior”, în care autorul descrie o lume halucinantă, investigând obsesii provenite din straturile adânci ale subconștientului.
Nuvela prezintă evoluția unei obsesii trăite de un tânăr intelectual studios, cu perspective de a deveni ministru, după ce află că soția sa, Cordelia, îl înșală, fără să vrea, în timpul somnului cu diferiți inși dezgustători sau cu personaje din cărți. Măcinat de gelozie, el încearcă inutil să lupte cu acești dușmani invizibili și în cele din urmă își ucide soția, strângând-o de gât, pentru a suprima visul desfrânat. Autorul urmărește pas cu pas acest proces de dezagregare psihică de la primele faze inofensive până la instaurarea stării de psihopatie.
Subiectul nuvelei „Somnul” a fost reluat și dezvoltat de Cezar Petrescu în romanul Simfonia fantastică (1929).

## Rezumat
Un tânăr intelectual, căsătorit de curând, se află în situația de a deveni ministru dacă partidul din care face parte va fi desemnat pentru a forma guvernul, intenționând să-și pună în practică ideile îndrăznețe în care credea. Își deschide larg ușile casei pentru membrii marcanți ai partidului pentru ca pustnicia să nu-i fie interpretată ca dorință de a rămâne mai departe în izolare, iar locuința îi este invadată de o gloată de indivizi fățarnici și vulgari, care-i murdăresc covoarele, îi pipăie mobilierul și îi evaluează cu voce tare obiectele de artă. Urmărindu-și invitații pe care-i disprețuiește, naratorul îi surprinde pe unii din ei cum o privesc cu intenții vulgare pe soția sa, Cordelia, și cade pradă geloziei. Criza politică se prelungește, iar vizitatorii îi transformă locuința într-un loc al intrigilor. Nemulțumirea eroului crește pe măsură ce observă privirile bărbaților ațintiți tot mai insistent asupra Cordeliei, iar într-o noapte îi surprinde o expresie fericită pe fața ei adormită și o sărută. Cordelia se trezește și-i mărturisește că visase „odios, stupid” că era sărutată, împotriva voinței ei, de Bibi Glogoveanu, „cea mai desăvârșită lichea a partidului”, mărturisirea ei contrastând cu suspinul extatic surprins în timpul somnului.
A doua zi este fixată lista viitorului guvern, iar naratorul este propus unanim pentru funcția de ministru. Chiar în aceeași zi el îl pălmuiește pe Glogoveanu, fiindcă își imaginează cum acesta îi strângea în brațe soția. Incidentul pare inexplicabil, izbucnește un scandal politic, iar naratorul îl rănește într-un duel pe colegul insolent, apoi părăsește țara, împreună cu soția, abandonându-și cariera politică. Cei doi soți călătoresc prin Italia, unde își petrecuseră luna de miere cu șase ani în urmă, dar pretutindeni Cordelia se visează îmbrățișată de diverși indivizi: tineri sau bătrâni, frumoși sau urâți, săraci sau bogați, blonzi, bruneți, asiatici sau negri, turiști sau localnici. Soțul le observă prezența pe chipul femeii adormite, care afișează în timpul somnului un surâs pervers, și apoi află zilnic amănuntele acestor aventuri erotice povestite cu inocență de Cordelia.
Martor chinuit al desfrânării onirice a soției sale, naratorul decide să se întoarcă în țară pentru a trăi într-o cabană părăginită și izolată din pustietățile munților. Șederea lor este la început calmă, dar povestirea de către pădurarul Pătru a chefurilor vulgare ale bunicului naratorului îi declanșează Cordeliei un nou vis nerușinat, făcându-l pe narator să înțeleagă că soția sa are instincte sexuale refulate care se dezlănțuie în timpul somnului: „lumea aceea perfidă și mârșavă a somnului mi-o smulgea pe Cordelia, fiindcă îi dădea ceea ce nu știusem să-i dau eu”. Naratorul decide să lupte cu această lume invizibilă (formată din oameni vii și din personaje din cărți), trezind-o din somn pe Cordelia și brutalizând-o sexual, apoi sfârșește prin a o strânge de gât pentru a ucide visul cel desfrânat.

## Personaje
- naratorul — un tânăr studios, căsătorit cu Cordelia; este implicat în politică și are perspective de a deveni ministru dacă partidul din care face parte va forma guvernul.[4][9][13] Devine pe parcurs un individ suspicios și gelos pe bărbații ce apăreau în visele erotice ale soției sale[7] și o ucide în final.[4][14]
- Cordelia — soția naratorului,[4][10] crescută într-un mediu provincial. Devine amfitrioana întrunirilor politice ale partidului, făcându-și cu amabilitate datoria de gazdă.[13] Fidelă soțului ei, îl înșală, fără să vrea, în somn.[4][8]
- șeful partidului — un moșneag ramolit și libidinos, cu un caracter autoritar. Conduce delegația partidului în discuțiile cu celelalte partide de opoziție pentru a forma un guvern solid și durabil.[17]
- Bibi Glogoveanu — omul de încredere al șefului partidului, un individ implicat în multe combinații dubioase; este descris de narator ca fiind „cea mai desăvârșită lichea a partidului, fante pomădat, cu haine după ultimul jurnal, cartofor cu datorii câte n-ar plăti fondurile secrete și misitiile unei triple guvernări mănoase, iar pe deasupra, individ cu faimă de irezistibil Don Juan”.[8][18]
- Carol Stănoiu — concurentul naratorului pentru ocuparea portofoliului de ministru și dușmanul său cel mai neîmblânzit. Ajunge în cele din urmă ministru, dovedindu-se incapabil să-și îndeplinească atribuțiile. Naratorul îl descrie ca fiind un individ obez și mediocru, o „nulitate notorie” ce râvnea de zece ani să ocupe un portofoliu guvernamental.[19]
- Giovani — vâslaș italian din Stresa, care-i plimbă pe narator și pe soția acestuia cu barca pe lacul Maggiore. Este rufos, murdar și știrb, dar, cu toate acestea, va apărea într-una din fanteziile erotice ale Cordeliei.[20]
- Pătru — pădurarul de la cabana montană a naratorului, fost tovarăș de vânătoare al bunicului acestuia, povestitor pasionat al unor peripeții vulgare din trecut; este descris de narator ca fiind „un moșneag chircit și păros, cu un cap uriaș, tare de urechi, cu ochii încă din cale-afară de vii subt sprâncenile stufoase, cu mâini lungi și butucănoase, coborând până dincolo de genunchi; un soi de gnom bărbos, cu o neistovită poftă de vorbă”.[21]

## Scriere și publicare

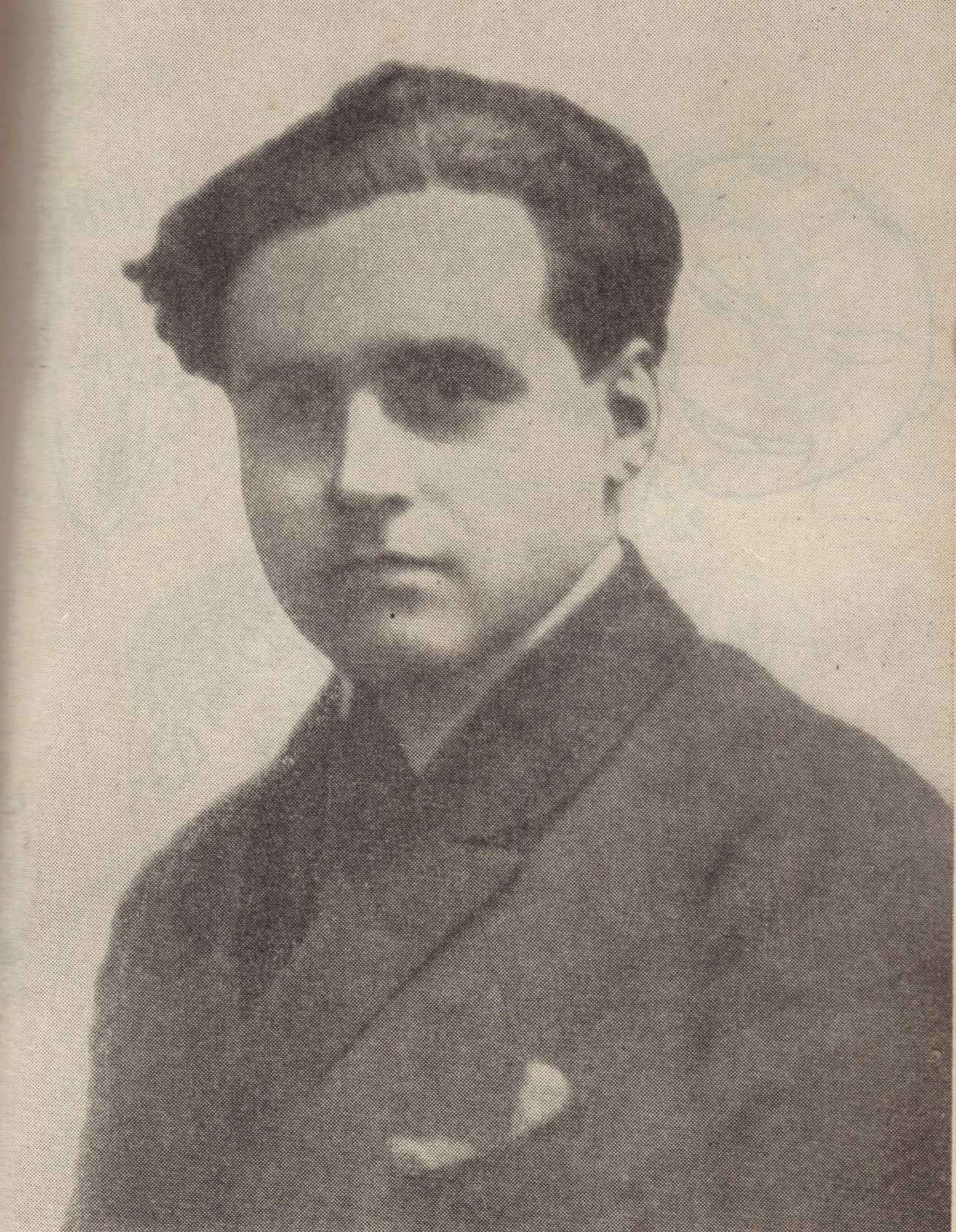
Cezar Petrescu la vârsta de 29 de ani. Aprox. 1921.

Nuvela „Somnul” a fost publicată în numărul din iunie–iulie 1927 al revistei Viața Romînească din Iași (pp. 301–330). Varianta manuscrisă a nuvelei purta titlul „Visul”, iar schimbarea numelui a fost operată, se pare, într-o variantă intermediară sau în șpaltul revistei pentru a se evita probabil confuzia cu nuvela „Omul din vis” (1923). Există deosebiri minore între textul publicat în revistă și textul final al nuvelei: corecturi ortografice, formulări diferite ale unor fraze și adăugiri nesemnificative. 
Cezar Petrescu a adunat patru nuvele cu caracter psihopatologic (în opinia criticului Octav Botez) care apăruseră anterior în revistele Gândirea și Viața Romînească: „Omul care și-a găsit umbra” (publicată în nr. 3 și 4–5/1926 ale revistei Gândirea), „Palace” (publicată în nr. 1 și 2/1928 ale revistei Gândirea), „Dezertarea lui Toader Mânzu” (publicată în nr. 6/1927 al revistei Gândirea) și „Somnul” (publicată în nr. 6–7/1927 al revistei Viața Romînească) și le-a inclus în volumul Omul care și-a găsit umbra (Ed. Cartea Românească, București, 1928). „Somnul” era a patra nuvelă din acel volum, fiind cuprinsă între paginile 191 și 253. Cele patru nuvele nu aveau o tematică unitară: trei dintre ele explorau subconștientul uman, în timp ce „Dezertarea lui Toader Mânzu” se înscria mai mult în orizontul tematic al Scrisorilor unui răzeș, dar criticul Izabela Sadoveanu afirma că toate patru erau tratate de autor cu „tehnica măsurată, puternică și plină de autoritatea pe care i-o cunoaștem din celelalte scrieri”. Volumul Omul care și-a găsit umbra a fost reeditat în 1928 de Editura Cartea Românească din București, cu același conținut și aceeași paginație.
Opera lui Cezar Petrescu a fost reconfigurată în perioada următoare, fiind operate transferuri între diferite volume. Astfel, nuvela „Dezertarea lui Toader Mânzu” a fost inclusă ulterior în volumul Scrisorile unui răzeș (1941), nuvela „Omul care și-a găsit umbra” a fost încorporată în „ediția definitivă” a volumului Aranca, știma lacurilor (1943), în timp ce nuvelele „Somnul” și „Palace” au fost introduse în „ediția definitivă” a volumului Omul din vis (Editura „Cugetarea” — Georgescu Delafras, București, 1945); astfel, volumul inițial Omul care și-a găsit umbra era practic desființat. „Somnul” a devenit prima nuvelă a volumului Omul din vis, fiind cuprinsă între paginile 7 și 76; celelalte nuvele ale volumului erau, în ordinea publicării, „Palace”, „Păianjenul negru” și „Omul din vis”.
Nuvela „Somnul” a apărut în ediții interbelice cu un tiraj redus și a fost uitată o lungă perioadă, fiind reeditată abia în 1988, împreună cu romanul Simfonia fantastică (1929), într-un volum îngrijit de criticul Mihai Dascal și tipărit de Editura Scrisul Românesc din Craiova.

## Analiză literară

### Înclinația scriitorului către fantastic și psihanaliză

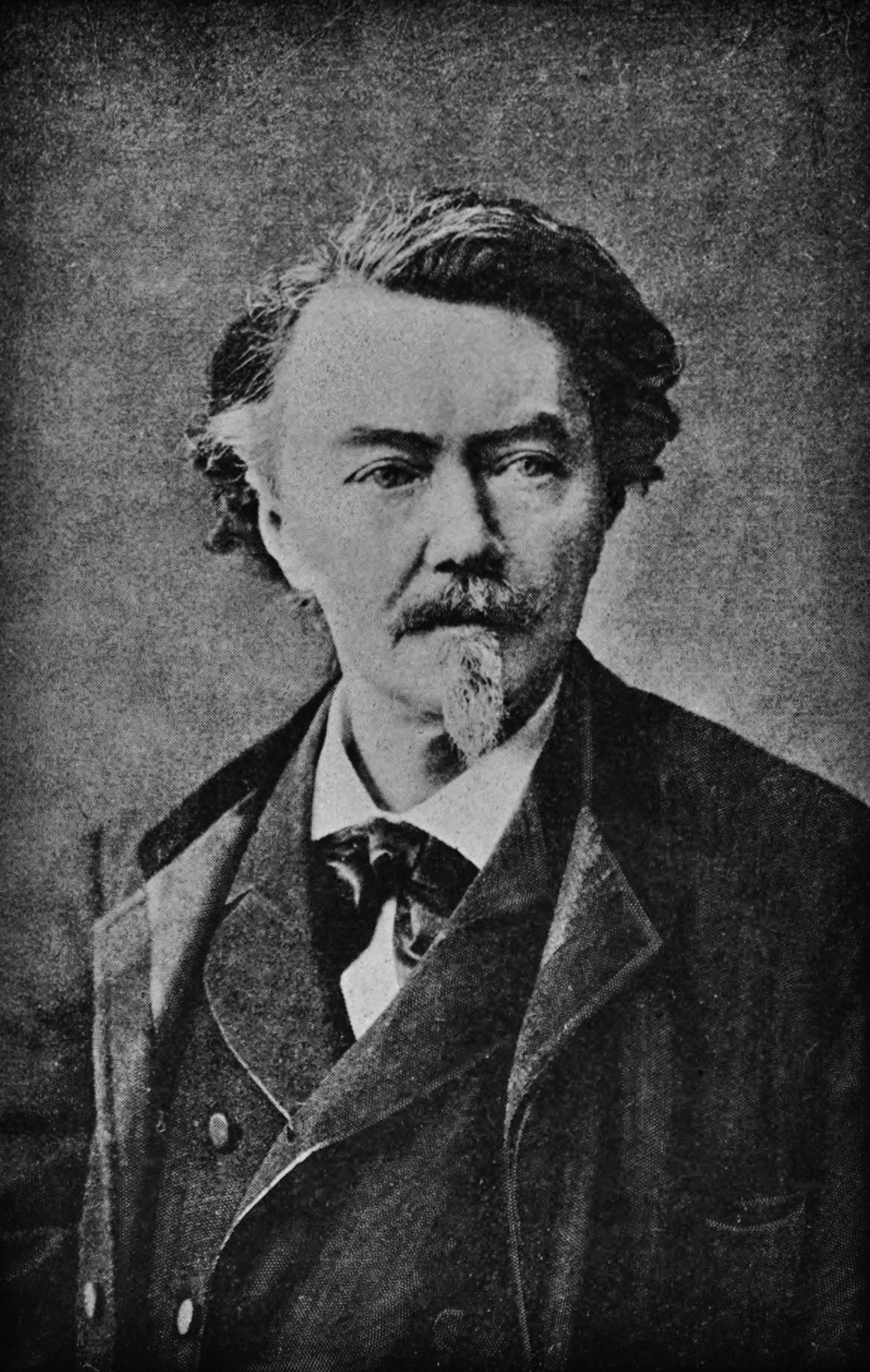
Auguste Villiers de l'Isle-Adam (1838–1889).

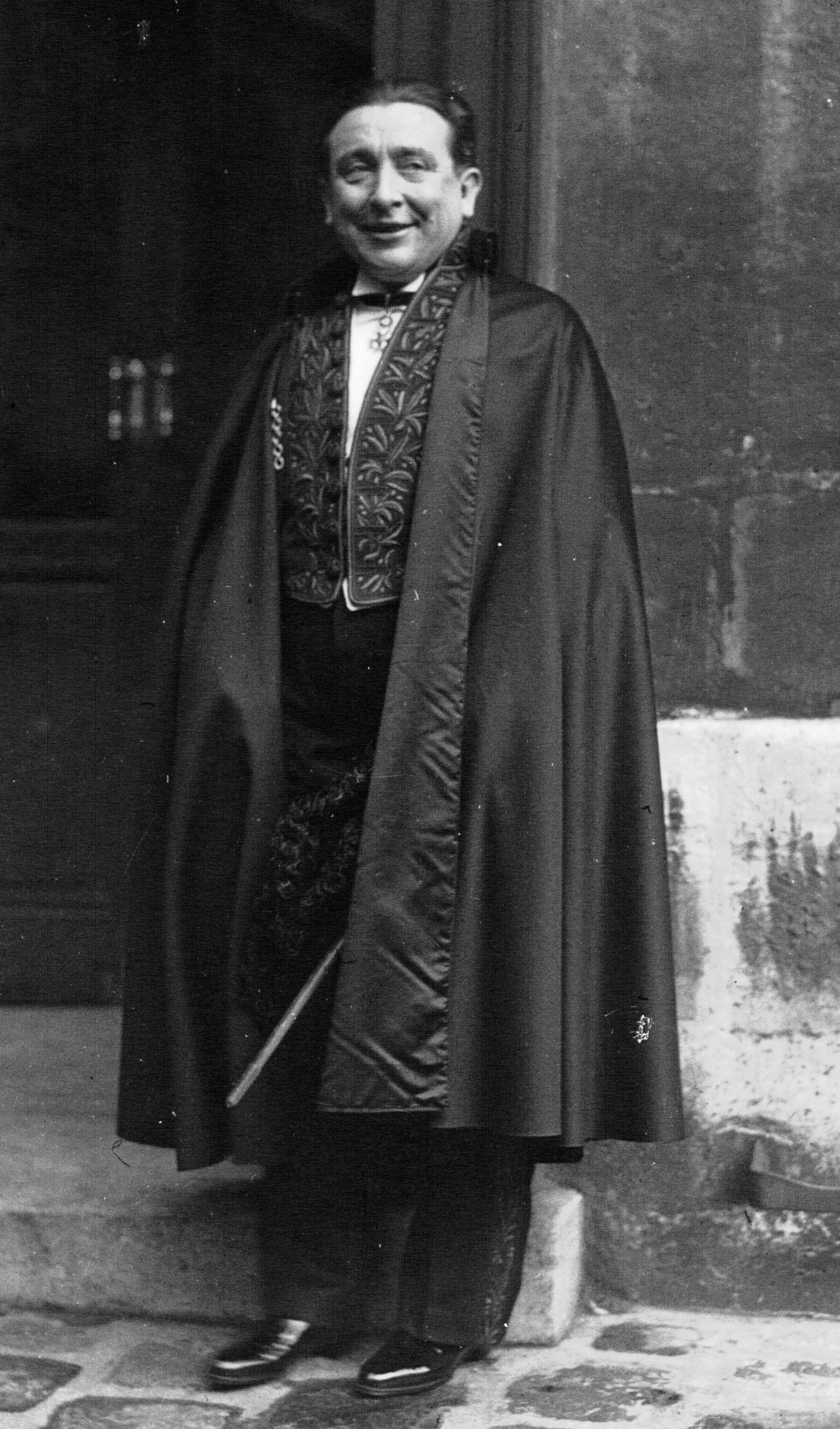
Pierre Benoit (1886–1962).

Cezar Petrescu a avut ambiția să realizeze o Cronică românească a veacului XX, proiect grandios în care s-a folosit de experiența sa de ziarist. El a observat realitatea din cele mai diverse medii și a valorificat observația ambianței umane cu talentul romancierului, zugrăvind într-un chip jurnalistic mediul social al timpului său. Criticul Alex. Ștefănescu scria că „este vorba, în fond, despre o combinație de gazetărie de senzație și literatură melodramatică, scrisă cu vervă și cu o eleganță stilistică bine însușită, practicată firesc”. Scriitorul și-a grupat romanele și volumele de nuvele pe cicluri, vrând să realizeze o variantă românească a Comediei umane a lui Balzac, despre care George Călinescu afirma că nu se ridică la înălțimea intențiilor autorului, deși îi recunoștea inventivitatea epică.
În perioada 1926–1931 scriitorul a manifestat o vocație neașteptată pentru fantastic, sub influența scrierilor lui Edgar Allan Poe, Auguste Villiers de l'Isle-Adam și Pierre Benoit. Sufletul prozatorului, atras inițial de ideologia sămănătoristă, provincială și rustică, dezvolta o aspirație tipic romantică spre evaziune. Este imaginată cu voluptate o lume halucinantă în care introspecția unor spirite umane dereglate se împletește cu visul fantastic.
Fantezia prozatorului ar fi fost hrănită, potrivit criticului Constantin Ciopraga, cu lecturi despre ocultism și parapsihologie, aspect evidențiat de prezența în creațiile sale literare a fantomelor, demonilor, coșmarurilor, a practicilor magice și a tulburărilor psihopatologice. Cezar Petrescu cunoștea de bună seamă creațiile fantastice ale scriitorilor clasici și a știut să se ferească de excesele senzaționaliste.
Volumul de nuvele Omul care și-a găsit umbra aparține ciclului Fantasticul interior, din care mai fac parte Omul din vis (1926), Aranca, știma lacurilor (1929), Simfonia fantastică (1929) și Baletul mecanic (1931). Unele nuvele ale acestui ciclu analizează comportamentul dereglat al unor indivizi în urma confruntării cu întâmplări aparent banale care-i scot din realitatea fizică a existenței și-i aruncă într-o lume marcată de spaime și obsesii. Personajele acestor nuvele sunt victimele surmenajului, frustrărilor și obsesiilor și își pierd echilibrul interior, fiind împinse către sinucidere sau crimă. Elementele fantastice interferează în nuvelele lui Cezar Petrescu cu stări obsesive.
Apartenența unei scrieri la un anumit ciclu a fost contestată de unii critici, dar o mărturisire a lui Cezar Petrescu aduce o precizare importantă cu privire la modul său de abordare a literaturii: „Realist? Realist n-am fost niciodată. Nici n-am năzuit să scriu vreo carte realistă... Atunci când personagiile mele și conflictele mele s-au aflat situate pe-un teren de strictă realitate socială, am ținut seama de această realitate. Le-am încadrat în realitate, fiindcă numai așa puteau fi viabile. Dar dincolo de asemenea precizări, m-a preocupat fantasticul interior, aventura psihologică a eroilor, aspirația omenească spre o feerie absurdă, îndeobște năruită tocmai de realitate. De altfel, am credința că omul, fiind singurul animal cu imaginație, trăiește prin și pentru această imaginație”. Fantasticul interior dobândește, în această accepțiune, statutul unei viziuni globale care poate fi regăsită în întreaga operă literară a scriitorului. În scrierile ce fac parte din ciclul „Fantasticul interior” autorul explorează stări psihopatologice și obsesii provenite din straturile adânci ale subconștientului.

### Interesul pentru psihanaliză

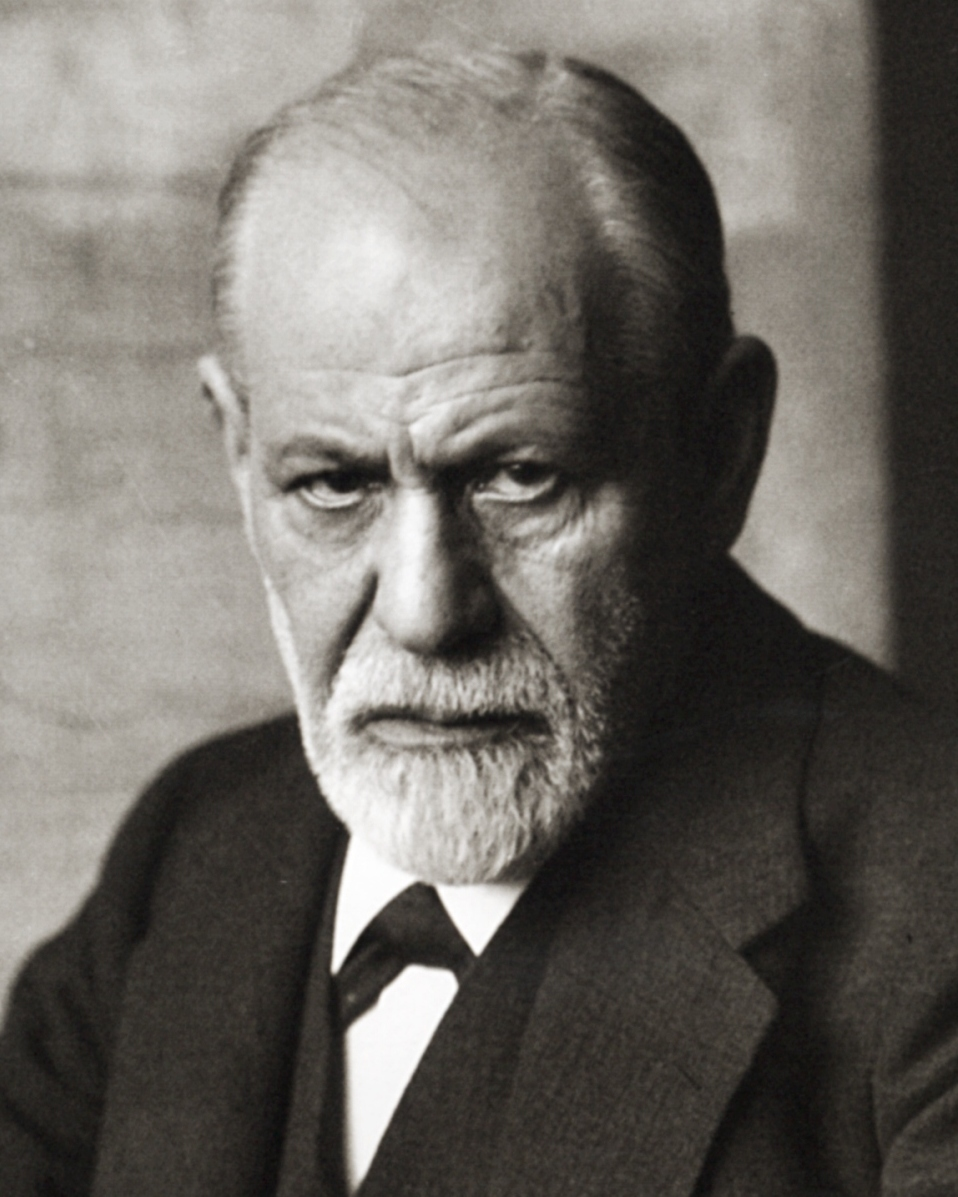
Teoriile lui Freud au influențat opera lui Cezar Petrescu în anii 1920.

Preocuparea lui Cezar Petrescu pentru psihanaliză datează, potrivit criticului Mihai Dascal, de la începutul anilor 1920, în epoca de început a mișcării suprarealiste când exponenții acestui curent artistic au popularizat observațiile și teoriile unor diferite școli de cercetare psihologică. Freud a elaborat la sfârșitul secolului al XIX-lea o serie de teorii cu privire la interpretarea viselor, pe care le-a publicat în lucrarea Interpretarea viselor (Die Traumdeutung, 1899), și apoi a cercetat fenomenele psihologice care stau la baza principiului plăcerii și a emis o nouă serie de teorii în lucrarea Dincolo de principiul plăcerii (Jenseits des Lustprinzips, 1920).
Interesul pentru psihanaliză și pentru teoriile lui Sigmund Freud a crescut puternic în perioada interbelică, iar prozatorul Cezar Petrescu, sensibil față de noutățile vremurilor sale, a inclus aceste teorii în unele scrieri ale sale, în care a explorat conștiința și subconștientul uman. Cezar Petrescu a teoretizat „investigația verticală” pe care a considerat-o o sondare a adâncurilor conștiinței și „investigația orizontală” care urmărește relațiile sociale ale omului cu semenii lui. Abundența ipotezelor și caracterul experimental al cercetării științifice l-au făcut pe scriitor să înainteze pe un teren nesigur; o idee constantă a prozei sale de inspirație psihanalitică o constituie separarea individului de eul său inconștient și apariția unor conflicte traumatizante între cele două ipostaze ale psihicului uman. Astfel, deși scriitorul a considerat că a realizat o „investigație verticală” în nuvelele din ciclul „Fantasticul interior”, criticii consideră că el a cultivat un senzaționalism cu tendințe bizare și patologice, prezentând declanșarea unor întâmplări stranii și nu o analiză a problemelor de conștiință.

### Tema nuvelei
Nuvela „Somnul” prezintă evoluția psihopatologică a unei obsesii trăite de un tânăr intelectual studios, cu perspective de a deveni ministru, după ce află că soția sa îl înșală, fără voia ei, în visele din timpul somnului. Personajele sunt abordate dintr-o perspectivă freudiană în care eul subliminal adăpostește refulări individuale care ies la suprafață în momente asupra cărora nu există niciun control. Autorul urmărește explorarea teritoriului ascuns al conștiinței umane, o lume ezoterică de senzații invizibile celor care studiază comportamentul social. Ipotezele psihanalitice par să-l incite chiar și atunci când sunt hazardate, intuindu-le un potențial literar.

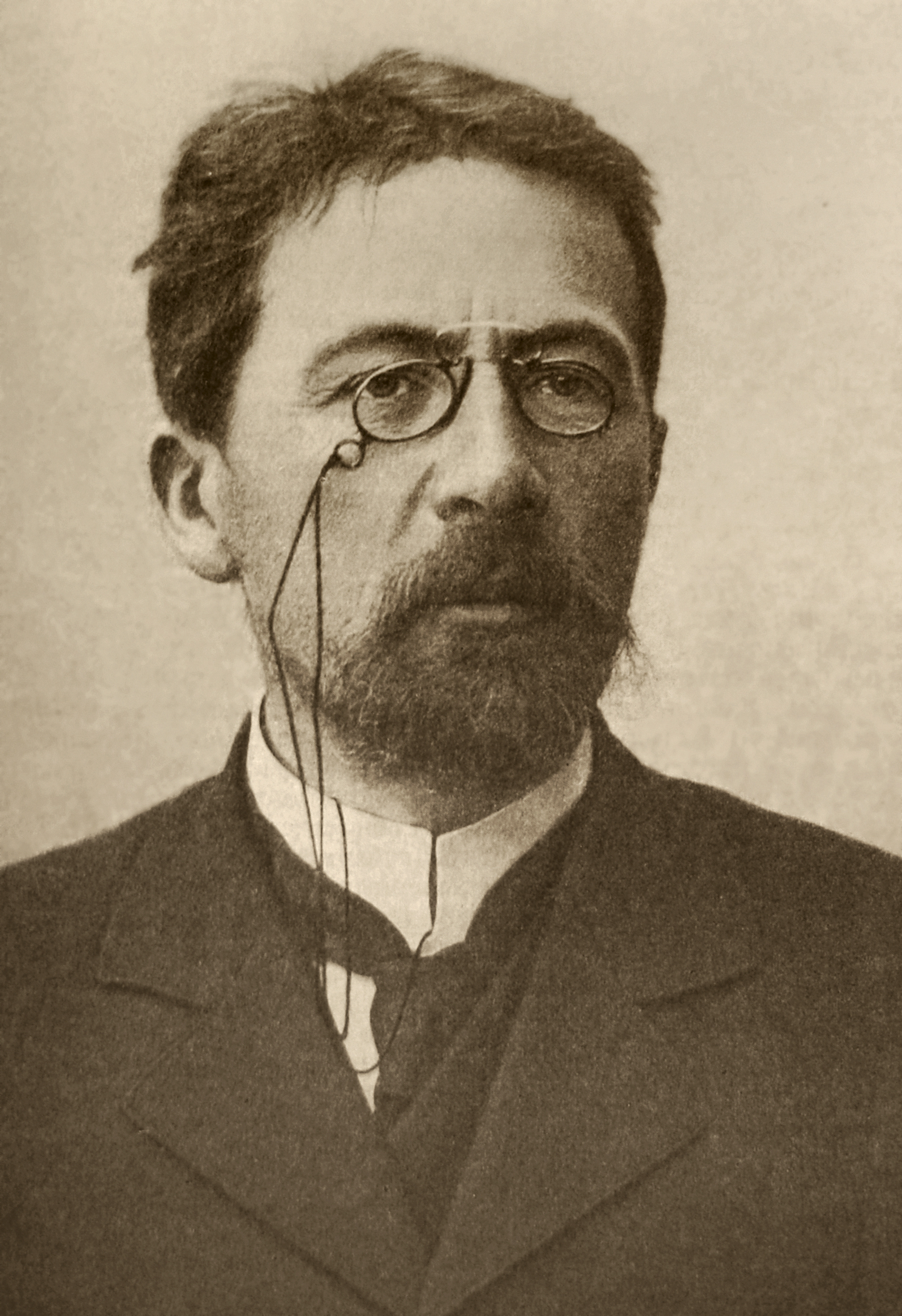
Monologul naratorului din „Somnul” seamănă cu cele ale personajelor lui Cehov.

Concepută ca o confesiune la persoana I, nuvela „Somnul” are forma unui monolog în care personajul narator își pledează frenetic propria cauză în fața unui tribunal nevăzut, rostindu-și parcă pledoaria pe scenă ca într-o schiță a lui Cehov. Protagonistul nuvelei urmează să fie numit ministru într-un nou guvern, dar cariera politică promițătoare i se spulberă după ce are revelația dramatică a faptului că soția sa își compensează frustrările și dorințele sexuale diurne prin libertăți adulterine onirice. Fanteziile sexuale „perfide și dezgustătoare” ale femeii ies la iveală în timpul nopții, când conștiința își încetează veghea, arătând depravarea ascunsă a unei conștiințe aparent curate. Ascultând confesiunea Cordeliei despre visul erotic în care-l avusese ca partener pe canalia Bibi Glogoveanu, naratorul trăiește o senzație violentă de dezgust pe care o descrie astfel: „Un mare gol, și un plin de spaimă gol, se căscase negru în juru-mi, înlăuntru-mi. (...) atunci am presimțit întâia oară existența unei lumi invizibile, perfide și respingătoare. Și îndată m-a cuprins scârba, care încrețește șira spinării și face privirea să se întoarcă atunci când descoperi încolătăcirea vâscoasă a amfibiilor, sluțenia lor târâtoare și îmbrățișările lor spurcate, în fundul apelor imobile care oglindesc cu o vicleană nevinovăție cerul înalt și pur. E destul o singură zvârcolire din adânc să-și împingă tremurul până la suprafață, ca în unda încrețită, cerul să se înece și să dispară. Pentru mine, din acel moment, cerul a rămas pentru totdeauna întunecat”.
Cuprins de gelozie, personajul îl pălmuiește pe Glogoveanu, distrugându-și cariera politică, apoi pleacă în străinătate împreună cu soția sa. Cei doi călătoresc prin diferite locuri, dar Cordelia se visează pretutindeni îmbrățișată de diverși necunoscuți. Soțul urmărește noapte de noapte chipul femeii, ce ia în timpul somnului un aer pervers, și o silește zilnic să-i povestească amănunțit aventurile onirice. Acești dușmani invizibili îi urmăresc peste tot, chiar și în locurile cele mai singuratice. Este vorba, fără îndoială, de instincte sexuale ascunse, care ies la suprafață în timpul somnului când subconștientul pune stăpânire pe mintea Cordeliei. Soțul își chinuie femeia cu sadism, o izolează de lume, îi interzice să citească orice altă carte în afară de Biblie și, nemaiputând suporta chinul, o sugrumă, după care exprimă eliberator: „Am ucis visul! Am suprimat somnul! Eu am fost cel mai tare!”.
Prozatorul Cezar Petrescu încearcă să lămurească gestul criminal al soțului, dezvăluind amănunțit, prin apelul la metodele psihiatriei, suspiciunile interminabile ale acestuia și amplificarea nevrozei până la deznodământul fatal. Este descrisă astfel disoluția treptată a unei conștiințe oneste sub impactul unei gelozii patologice. Pierderea treptată a lucidității personajului și ambiția de a deveni stăpân absolut al subconștientului soției sale îl aseamănă pe acesta, în opinia criticului Mihai Dascal, cu doctorul Kerjențev, eroul nuvelei „Ideea” a lui Leonid Andreev, care se închipuie un demiurg pentru a înțelege cu stupoare că nu era decât un nebun iresponsabil; ambele personaje sunt în realitate victime ale propriului subconștient. Evoluția geloziei protagonistului nuvelei „Somnul” către crimă reprezintă, potrivit profesorului Alexandru Piru, o manifestare a complexului lui Cain. Observațiile comportamentelor bizare ale acelor doi soți și revelația străfundurilor inconștientului sunt de factură naturalistă, apropiind nuvela „Somnul” de nuvelele psihologice caragialiene.

### Asemănări cuSimfonia fantastică
Subiectul nuvelei „Somnul” a fost reluat și dezvoltat de Cezar Petrescu în romanul Simfonia fantastică (1929), cele două narațiuni având o tematică apropiată și o compoziție redundantă. Profesorul Grigore Stolnicu, personajul romanului, își bănuiește soția de adulter și își ocupă timpul cu căutarea dovezilor incriminatoare. Monomania sa cauzată de o gelozie feroce crește grotesc, soția chinuită moare, iar personajul râde isteric lângă catafalcul pe care îi zace soția, citind cu satisfacție câteva scrisori de dragoste nevinovate din adolescența femeii, pe care le crede dovezi ale infidelității ei.
Filosoful și eseistul Constantin Noica evidenția ritmul accelerat al scrierii și publicării unor opere literare ale lui Cezar Petrescu, susținând că, spre deosebire de unele scrieri valoroase precum romanul Întunecare și nuvelele din volumul Omul care și-a găsit umbra, prozatorul a publicat și scrieri care-i vatămă carierei precum romanele Simfonia fantastică și La Paradis General. Astfel, Simfonia fantastică reia și dezvoltă, în alți termeni și destul de supărător, subiectul nuvelei „Somnul”, fiind „prelucrarea, foarte puțin scrupuloasă, aproape nediferențiată, a unei mai vechi nuvele, ultima din izbutitul ciclu al Omului care și-a găsit umbra”.

## Aprecieri critice

### Considerații generale
Criticul Dumitru Micu considera că nuvelele din volumele Omul din vis (1926), Omul care și-a găsit umbra (1928) și Aranca, știma lacurilor (1929) fac notă aparte în cadrul Cronicii românești a veacului XX și reprezintă partea cea mai durabilă a operei lui Cezar Petrescu.
Spre deosebire de scrierile fantastice ale unor autori faimoși ca E.T.A. Hoffmann, Théophile Gautier, Auguste Villiers de l'Isle-Adam, Barbey d'Aurevilly, Edgar Allan Poe, Guy de Maupassant și Gérard de Nerval în care întâmplările miraculoase, supranaturale și magice dețin un rol important, proza fantastică a lui Cezar Petrescu se sprijină pe prezența unor obsesii cu rezonanțe folclorice care rup echilibrul dintre experiența colectivă și cea individuală. În opinia lui Constantin Ciopraga, prozele de dimensiuni mai restrânse ale lui Cezar Petrescu precum „Omul din vis”, „Aranca, știma lacurilor”, „Omul care și-a găsit umbra” și „Adevărata moarte a lui Guynemer” (și nu romanele Simfonia fantastică sau Baletul mecanic) sunt cele care ilustrează formula improprie de „fantastic interior” prin relatarea unor experiențe stranii la persoana întâi sau de către martori. Plonjând în fantastic, afirma criticul Mircea Zaciu, Cezar Petrescu sondează procesul alienării, care stă la baza cronicii sale epice.

### Calitățile și defectele nuvelei
Criticii care au analizat nuvela au identificat existența unui substrat psihanalitic, ce-i conferă un caracter naturalist și o aseamănă cu nuvelele psihologice ale unor autori de la sfârșitul secolului al XIX-lea, precum I.L. Caragiale. Astfel, criticul Paul Dugneanu considera că „Somnul” „nu este, întru câtva, decât ilustrarea un pic tezistă, nu însă și supărătoare, a unei obsesii și alienări psihanalizabile”, cu un erou care are „o revelație traumatizantă ținând de resorturile insondabile, freudienii ar spune ale subconștientului, adepții lui Jung ale inconștientului, și ar fi mai aproape de adevăr”. Acest substrat există și în alte scrieri ale lui Cezar Petrescu. Traducătorul Mario Ruffini scria astfel, în prefața la versiunea italiană (1935) a romanului Calea Victoriei, că scriitorul român întreprinde un „studiu freudian al sufletului”, pentru ca R. Petrinelli Montagna să compare romanul Simfonia fantastică, într-un articol apărut în 1940 în II nuovo giornale, cu romanul Dublul lui Feodor Dostoievski și cu nuvela „Salonul numărul 6” a lui Anton Cehov prin calitatea analizei clinice, afirmând că romanul românesc are „o notă freudiană mai hotărâtă”.
Proza scurtă de inspirație psihanalitică a lui Cezar Petrescu a fost considerată de criticii literari ca fiind superioară prozei scurte sămănătoriste; astfel, în timp ce schițele și nuvelele sămănătoriste cele mai reușite erau numite „piese de rezistență” sau „texte antologice”, nuvelele psihologico-fantastice erau apreciate ca „mici capodopere”. Ambele tipuri de proză sunt caracterizate însă prin existența unei psihologii a „învinșilor”, eroii fiind condamnați invariabil la eșuare.
Nuvela „Somnul” este considerată tipică pentru proza psihanalitică a lui Cezar Petrescu. Istoricul Nicolae Iorga scria că această nuvelă demonstrează calitățile superioare de creator de ficțiune (atmosferă umană și personaje) ale lui Cezar Petrescu evidențiate în „fixarea energică, însuflețită de o reprobare morală și simpatică, a lumii de club, formată din rebutul ambițiilor fără margeni și fără de răspunderi” și în „urmărirea pricepută a unor bizare fenomene interzise la femeia cinstită, care nu poate visa decât stricăciune”. Mult mai avizat în plan literar, criticul Pompiliu Constantinescu considera că povestirile mai vechi din ciclul „Fantasticul interior” dovedesc stângăcie artistică, amestecând confuz realitatea și închipuirea. În opinia criticului sus-menționat, nuvela „Somnul” încearcă să descrie tragedia unei obsesii, dar „nu trece de pragul naivității artistice”.
Criticul Ion Maxim susținea că nuvela „Somnul” este senzaționalistă și neverosimilă, fiind construită „cu foarte puțină artă” în jurul unei teorii freudiene ieftine. Astfel, în timp ce gelozia patologică a protagonistului poate fi înțeleasă, mărturisirile repetate ale femeii, care provoacă tulburarea vizibilă a soțului ei, dovedesc o lipsă de perspicacitate greu de crezut.